# Ernst Dietrich aus dem Winckel
Ernst Dietrich  aus dem Winckel (* 28. April 1679; † 12. Mai 1750 in Möst) war ein sachsen-merseburgischer Kammerjunker und Kreishauptmann sowie Rittergutsbesitzer.

## Leben
Er stammte aus dem Adelsgeschlecht aus dem Winckel und war der älteste Sohn von Hans Titus aus dem Winckel. Bereits zu Lebzeiten überließ ihm sein Vater 1711 das Rittergut bzw. den Sattelhof in Möst in der sächsischen Sekundogenitur Sachsen-Merseburg. In den Dienst des regierenden Herzogs von Sachsen-Merseburg trat er zunächst als Kammerjunker. 1737 ersteigerte er erfolgreich das Rittergut Kobershain. Daneben hatte er auch das verwüste Dorf Naderkau bei Wittenberg erworben. 1747 war er am Hofe in Merseburg bereits zum Kreishauptmann aufgestiegen.
Als Deputierter vom Amt Bitterfeld nahm er in den Jahren 1711 bis 1749 an den kursächsischen Landtagen teil: 1711, 1716, 1718 und 1722 als Vertreter der Allgemeinen Ritterschaft und anschließend 1725, 1728, 1731, 1734, 1737, 1742, 1746 und 1749 im Weiteren Ausschuss.
Als Lehnserben hinterließ er 1750 die beiden Söhne Carl August aus dem Winckel und Christian Wilhelm aus dem Winckel, die den väterlichen Besitz zunächst gemeinsam besaßen und dann 1758 untereinander aufteilten.

## Belege
1. ↑  Josef Matzerath: Aspekte sächsischer Landtagsgeschichte. S. 206f., abgerufen am 31. März 2024.

| Personendaten    | Personendaten                   |
| ---------------- | ------------------------------- |
| NAME             | Winckel, Ernst Dietrich aus dem |
| KURZBESCHREIBUNG | merseburgischer Kreishauptmann  |
| GEBURTSDATUM     | 28. April 1679                  |
| STERBEDATUM      | 12. Mai 1750                    |
| STERBEORT        | Möst                            |